# Rona Lipaz-Michael
Rona Lipaz-Michael (hebräisch רונה ליפז-מיכאל; * 30. September 1965) ist eine israelische Schauspielerin.

## Leben und Karriere
Rona Lipaz-Michael wurde als Rona Tamar Fleminger in Israel geboren. 1998 machte sie ihren Abschluss auf der Yoram Lewinstien Schauspielschule in Tel Aviv.
Sie trat in mehreren Stücken im Habima Theater (Tel Aviv) und im Beʾer Scheva Theater auf. 2008 gab sie in Lemon Tree ihr Debüt in einem Spielfilm. Nachfolgend spielte sie in den Jahren 2009 und 2010 in der Kinderserie Split mit, weitere Engagements in Film und vor allem Fernsehen schlossen sich an. Ihr Schaffen umfasst mehr als ein Dutzend Produktionen.

## Filmografie (Auswahl)
- 2008: Lemon Tree
- 2009–2010: Split (Hatsuya, Fernsehserie, 68 Episoden)
- 2010–2011: Ani ve Bobby (Fernsehserie)
- 2011: Urim VeTumim (Fernsehserie)
- 2013–2018: HaKalmarim (Fernsehserie, 8 Episoden)
- 2014: Mein Herz tanzt
- 2017: Don’t Forget Me
- 2020–2024: Manayek – Die Verräter (Fernsehserie, 23 Episoden)
- 2021: HaMefakedet (Fernsehserie, 3 Episoden)